# Santa Maria de Vilamitjana
Santa Maria de Vilamitjana és l'església parroquial gòtica, d'origen romànic, de la vila de Vilamitjana, situada dins i a la part nord de la vila closa.
És una església coberta amb volta apuntada, d'una sola nau i capçalera plana.
Hi destaca el campanar d'espadanya, damunt de la façana de ponent, on hi ha la porta principal. És un campanar d'espadanya ample (tant com la façana), i amb dos pisos: l'inferior, tapat i amb un rellotge situat a l'ull del mig dels tres que tenia; el superior, obert, és el que acull les campanes.
La porta paredada al mur de migdia i altres elements d'aquesta mateixa façana ens permeten veure les restes de l'església romànica predecessora de l'actual, gòtica, possiblement dels segles xi i xii.

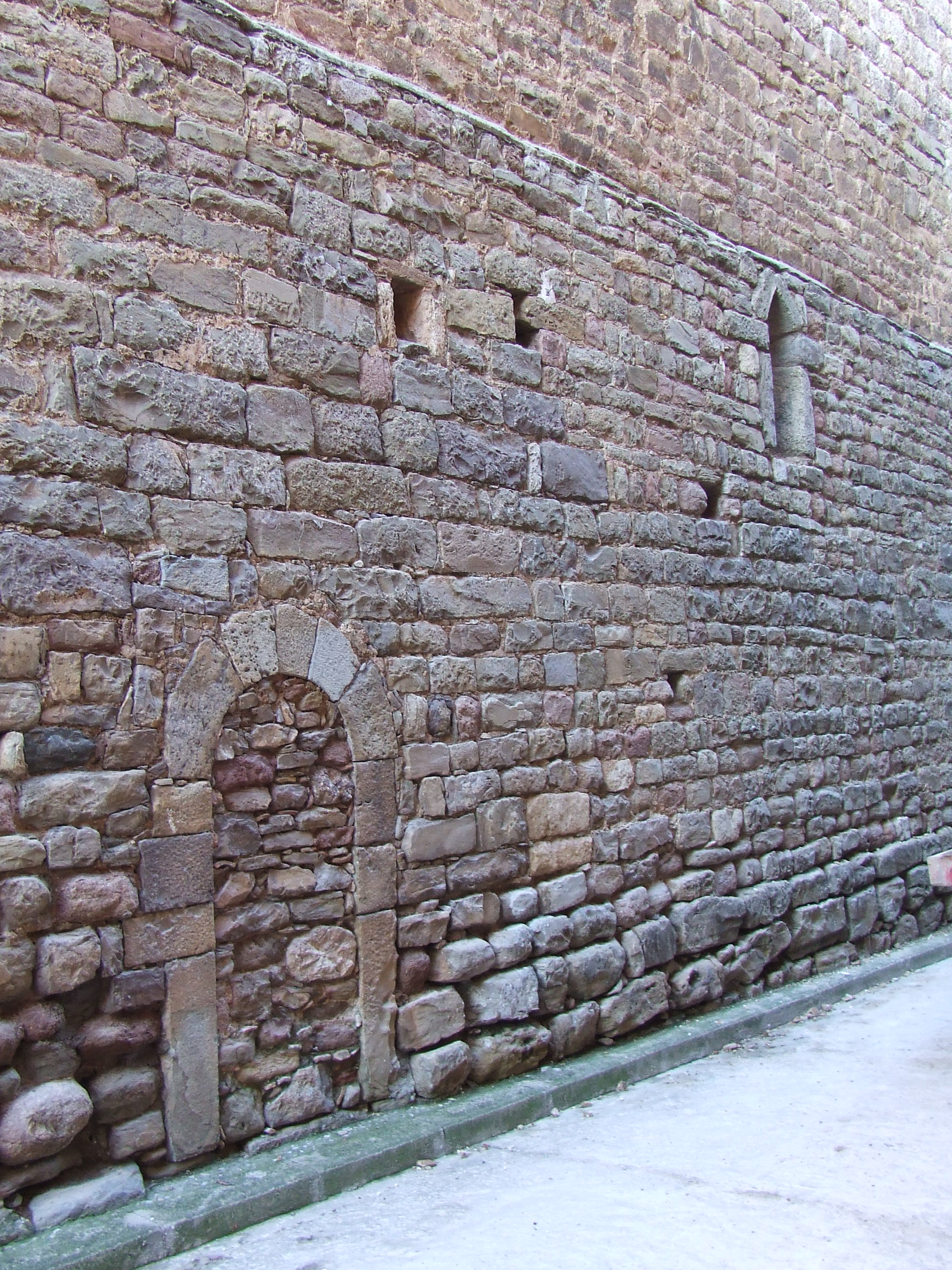
Façana sud de l'església, d'època romànica
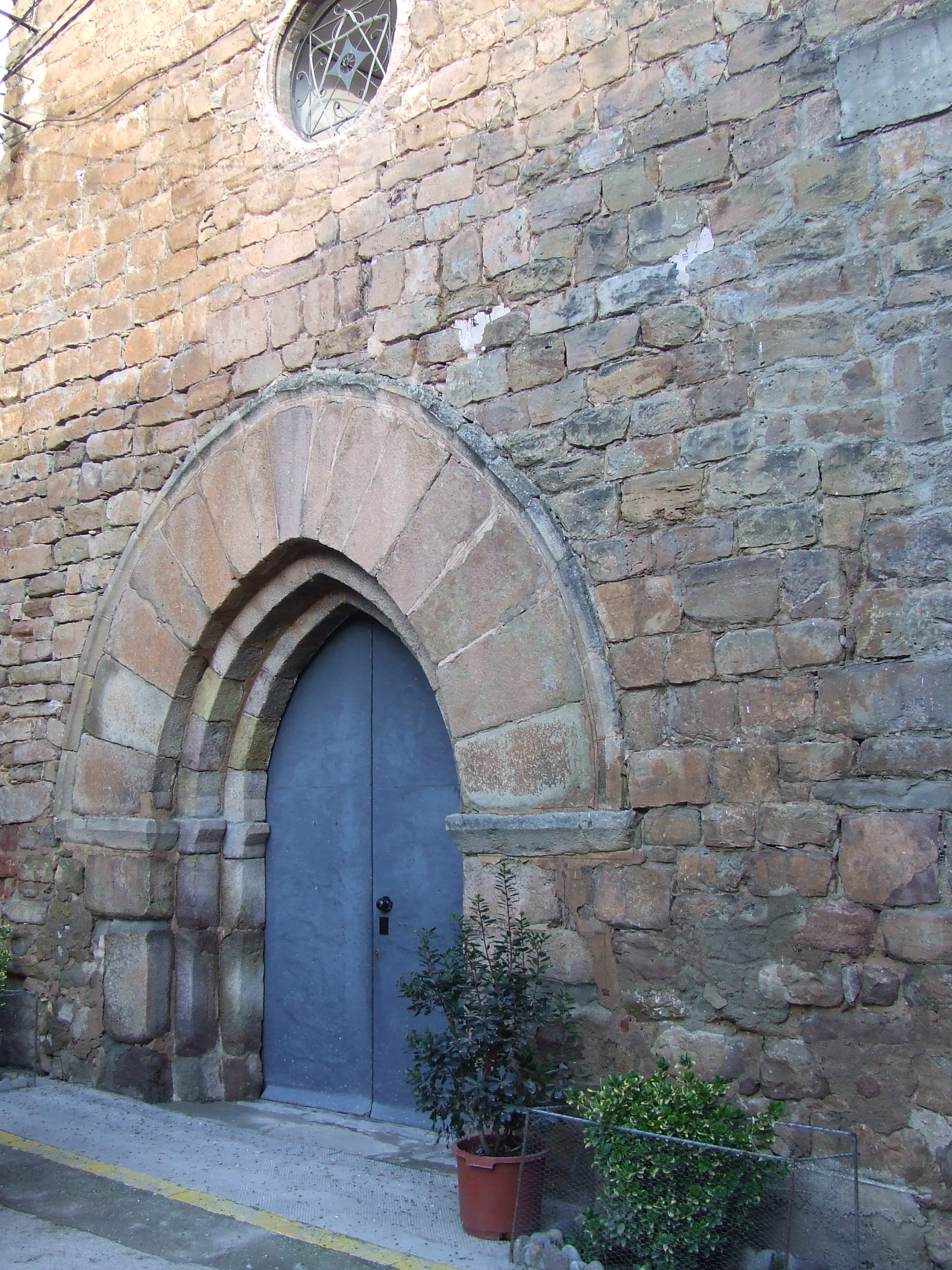
Detall de la porta, a la façana de ponent